# Efekt Bradleya

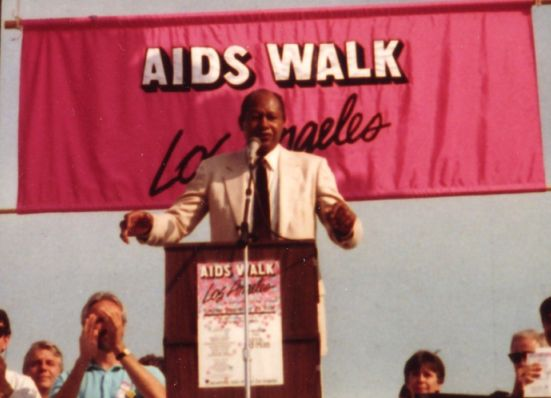
Tom Bradley, który przegrał wybory na gubernatora mimo prowadzeniu w sondażach

Efekt Bradleya, inaczej Efekt Wildera (ang. Bradley effect, Wilder effect) — zjawisko socjologiczno-politologiczne, spotykane w życiu politycznym w Stanach Zjednoczonych i innych krajach o złożonych stosunkach rasowych, polegające na tym, że w przypadku wyborczej rywalizacji pomiędzy kandydatami o różnym kolorze skóry (w praktyce dotyczy to zwłaszcza kandydatów białego i czarnego), rzeczywisty wynik wyborów jest odmienny w stosunku do tego, jaki można przewidzieć na podstawie przedwyborczych deklaracji potencjalnych wyborców dotyczących tego, na kogo będą głosować.
Przyczyną występowania tego zjawiska jest niechęć ludzi do publicznego (choćby tylko ankieterowi) przyznania się do bycia reprezentantem poglądów przedstawianych przez tzw. środowiska opiniotwórcze (np. media) jako niewłaściwe, zacofane, niesłuszne czy nienowoczesne. W efekcie wyborca mający poglądy rasistowskie, obawiając się, iż zostanie negatywnie oceniony, w czasie sondażu deklaruje chęć głosowania na tego z różniących się rasą kandydatów, który mniej odpowiada mu programowo (przez co zawyża poparcie dla jednego z ubiegających się o stanowisko), natomiast w trakcie samej elekcji, przy urnie wyborczej, oddaje głos zgodnie ze swymi poglądami.
Nazwa zjawiska pochodzi od nazwiska popularnego czarnoskórego polityka amerykańskiego, wieloletniego burmistrza Los Angeles - Toma Bradleya, który mimo dużej (ok. 15%-owej) przewagi w sondażach przedwyborczych w 1982 r. przegrał wybory na gubernatora Kalifornii, o czym zadecydować mieli biali wyborcy, niechcący, by głową ich stanu był czarny gubernator.
Istniały spekulacje medialne, iż w czasie wyborów prezydenckich w USA w 2008 r., w przypadku niezbyt wyraźnej (kilkuprocentowej) przewagi Baracka Obamy w sondażach przedwyborczych, efekt Bradleya w zestawieniu z liczebną dominacją białej populacji w amerykańskim społeczeństwie mógł spowodować, iż kolejnym prezydentem USA zostałby John McCain.